# Anosia hanoiensis
Anosia hanoiensis är en fjärilsart som beskrevs av Abel Dufrane 1948. Anosia hanoiensis ingår i släktet Anosia och familjen praktfjärilar. Inga underarter finns listade i Catalogue of Life.